# Plutos plågoande
Plutos plågoande (engelska: Cat Nap Pluto) är en amerikansk animerad kortfilm med Pluto och Figaro från 1948.

## Handling
Det är morgon och Pluto vill sova efter att ha varit ute hela natten, medan katten Figaro däremot vill leka. Pluto måste nu göra allt för att få sova i lugn och ro.

## Om filmen
Filmen hade svensk premiär den 16 oktober 1950 och visades på biografen Spegeln i Stockholm.
Filmen har haft flera svenska titlar genom åren. Vid biopremiären 1950 gick den under titeln Plutos plågoande. Alternativa titlar till filmen är Pluto och den busiga kattungen och Pluto får ingen ro.

## Rollista
- Pinto Colvig – Pluto
- Clarence Nash – Figaro[3]